# Bleeding Heart
Bleeding Heart uživo je album američkog glazbenika Jimija Hendrixa, postumno objavljen 1994. godine od izdavačke kuće Castle Music.

## O albumu
Album sadrži Hendrixov nastup od 18. ožujka 1968. godine u njujorškom klubu "The Scene". Kao gost na vokalu pjevao je Jim Morrison izvedba se gotovo u cijelosti sastojala od pijanog uzvikivanja i vrijeđanja, a pretpostavlja se da su također nastupili članovi kluba basist Randy Hobbs i bubnjar Randy Zehringer. Bilo je naznaka da su se tu večer pojavili Noel Redding i Johnny Winter, međutim Redding je to demantirao te dodao da Morrisona nije nikada upoznao.
Bleeding Heart u prošlosti je objavljivan pod raznim imenima uključujući i High, Live 'N Dirty i Woke Up This Morning and Found Myself Dead. Popis je ostao isti ali su neke pjesme imale drugačiji naziv kao "Woke Up This Morning and..." zvala se "Wake up this morning and you find yourself dead".

## Popis pjesama
Sve pjesme napisao je Jimi Hendrix, osim gdje je to drugačije naznačeno.
| Br. | Skladba                                      | Autor                                | Trajanje |
| --- | -------------------------------------------- | ------------------------------------ | -------- |
| 1.  | »Red House«                                  |                                      | 10:57    |
| 2.  | »Woke Up This Morning and Found Myself Dead« |                                      | 8:05     |
| 3.  | »Bleeding Heart«                             | Elmore James                         | 12:29    |
| 4.  | »Morrison's Lament«                          | Jim Morrison                         | 3:30     |
| 5.  | »Tomorrow Never Knows«                       | John Lennon, Paul McCartney          | 5:11     |
| 6.  | »Uranus Rock«                                |                                      | 3:11     |
| 7.  | »Outside Woman Blues«                        | Blind Joe Reynolds                   | 8:03     |
| 8.  | »Sunshine of Your Love«                      | Jack Bruce, Eric Clapton, Pete Brown | 2:16     |

## Izvođači
- Jimi Hendrix - električna gitara, vokal
- Jim Morrison - vokal, uzvikivanje
- Nepoznato (moguće Randy Hobbs) - bas-gitara
- Nepoznato (moguće Randy Zehringer ili Buddy Miles) - bubnjevi
- Nepoznato - usna harmonika
- Nepoznato - druga gitara

## Vanjske poveznice
- Discogs - recenzija albuma